# John Hamilton, 1. Lord Belhaven and Stenton
John Hamilton, 1. Lord Belhaven and Stenton (* vor 1610; † 17. Juni 1679 in Holyrood Abbey, Edinburgh), war ein schottischer Adliger.

## Leben
Er war der älteste Sohn von Sir James Hamilton, 1. Baronet, und dessen erster Gattin Margaret Hamilton. Beide entstammten der Familie Hamilton. Beim Tod seines Vaters erbte er dessen Titel Baronet, of Broomhill, der diesem 1635 in der Baronetage of Nova Scotia verliehen worden war. Er lebte in Broomhill in Fife. Am 15. Dezember 1647 wurde er zum Lord Belhaven and Stenton erhoben. Sein jüngerer Bruder war James Hamilton, Bischof von Galloway.
Er war mit seiner Nichte vierten Grades, Margaret Hamilton (* vor 1625; † 1695/96), einer unehelichen Tochter des James Hamilton, 2. Marquess of Hamilton, verheiratet. Mit ihr hatte er vier Kinder, einen Sohn († um 1661), dessen Name nicht überliefert ist, und drei Töchter:
- Anne Hamilton, ⚭ Sir Robert Hamilton, 1. Baronet (of Silvertonhill), Johns Ururgroßneffe vierten Grades
- Margaret Hamilton († 1674), ⚭ Sir Samuel Baillie of Lamington († 1668)
- Elizabeth Hamilton, ⚭ Alexander Seton, 1. Viscount Kingston (1621–1691)

1648 nahm er im Heer des Halbbruders seiner Gattin, James Hamilton, 1. Duke of Hamilton, am Feldzug nach England zur Befreiung König Karls I. teil. Als das Heer in der Schlacht von Preston von den Truppen Oliver Cromwells vernichtend geschlagen wurde, gelang ihm die Flucht. 1652 musste er vor den Parlamentstruppen aus Schottland nach England fliehen. Nachdem 1660 die Monarchie mit König Karl II. wiederhergestellt worden war, wurde er am 11. Juli 1663 in den schottischen Kronrat (Privy Council) berufen.
Da sein einziger Sohn und Titelerbe 1661 gestorben war, gab er am 10. Februar 1675 seinen Lordtitel an die Krone zurück und erhielt im Gegenzug eine erneute Verleihung desselben Titels, hinsichtlich der Protokollarischen Rangordnung rückwirkend zum 15. Dezember 1647, diesmal mit dem besonderen Vermerk, dass der Titel in Ermangelung eigener männlicher Nachkommen auch John Hamilton (of Presmennan), seinen Neffen sechsten Grades und zugleich Ehemann seiner Enkelin Margaret (Tochter seiner ältesten Tochter Anne), und dessen männliche Nachkommen vererbbar sei.
Er starb am 17. Juni 1679 im Chorherrenstift Holyrood Abbey in Edinburgh und wurde dort am 20. Juni 1679 bestattet. Seinen Lordtitel erbte der vorgenannte John Hamilton, sein Baronettitel erlosch, da er nicht mit einer entsprechenden Erbregelung versehen war.